# Darnell Hillman
Darnell „Dr. Dunk” Hillman (ur. 29 sierpnia 1949 w Sacramento) – amerykański koszykarz występujący na pozycjach silnego skrzydłowego lub środkowego, dwukrotny mistrz ligi ABA.

## Osiągnięcia
Na podstawie, o ile nie zaznaczono inaczej.
AAU
- Mistrz Amateur Athletic Union (AAU – 1971)
- MVP AAU (1971)

ABA
- 2-krotny mistrz ABA (1972, 1973)
- Wicemistrz ABA (1975)
- Laureat Biggest ABA Afro Award (1997 – przyznana na zjeździe byłych zawodników ABA, za największe afro w lidze)
- Uczestnik konkursu wsadów ABA (1976)

Reprezentacja
- Uczestnik mistrzostw świata (1970 – 5. miejsce)[2]